# (686) Gersuind
(686) Gersuind – planetoida z pasa głównego asteroid okrążająca Słońce w ciągu 4 lat i 61 dni w średniej odległości 2,59 j.a. Została odkryta 15 sierpnia 1909 roku  w Landessternwarte Heidelberg-Königstuhl w Heidelbergu przez Augusta Kopffa. Nazwa planetoidy pochodzi od imienia postaci kobiecej z dramatu Kaiser Karls Geisel Gerharta Hauptmanna. Przed jej nadaniem planetoida nosiła oznaczenie tymczasowe (686) 1909 HF.